# Alebroides rubrus
Alebroides rubrus är en insektsart som beskrevs av Irena Dworakowska 1994. Alebroides rubrus ingår i släktet Alebroides och familjen dvärgstritar. Inga underarter finns listade i Catalogue of Life.